# Почесні громадяни Долини
Список осіб, яким присвоєне звання «Почесний громадянин міста Долина».

## Почесні громадяни

Володимир Горбовий

Омелян Антонович

Мирослав (Любачівський)

Петро Січко

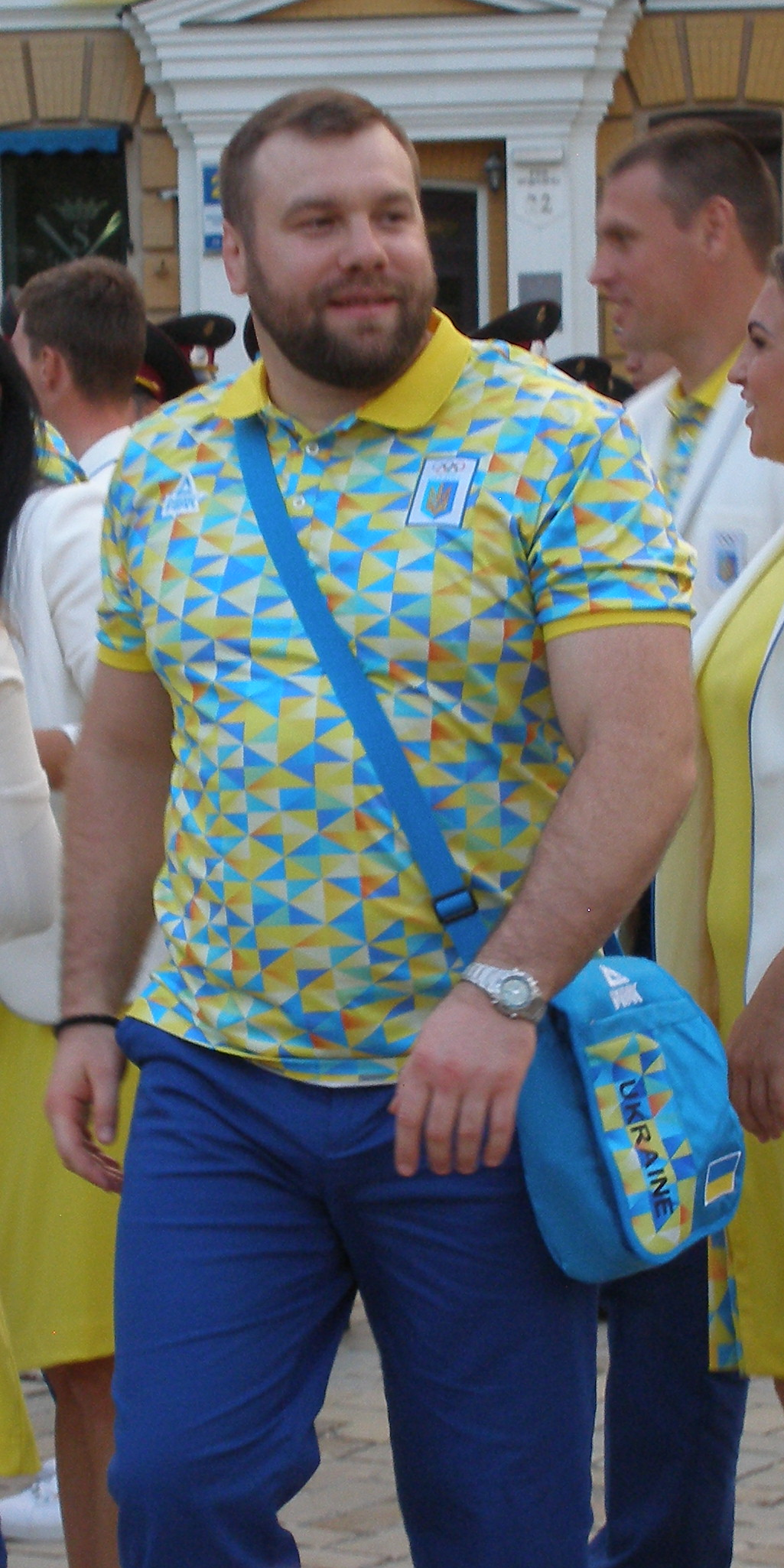
Олександр Чернецький

1. Алиськевич Любов Михайлівна (01.01.1916 — 09.05.2007) — педагог, пропагандист української музичної культури та народної творчості, активіст громадського життя міста та району, — посмертно[2][3];
2. Антонович Володимир Йосипович (20.03.1913 — 23.02.2010) — педагог, перший директор Долинської музичної школи, пропагандист української музичної культури та народної творчості, активіст громадського життя міста та району, — посмертно[2][4][5];
3. Антонович Мирослав Іванович (1.03.1917 — 11.04.2006) — український співак (баритон), хоровий диригент і музикознавець, доктор музикознавства.[6]
4. Антонович Омелян Миколович (06.02.1914 — 28.02.2008) — український правник, громадський діяч, один із засновників Міжнародної Фундації Омеляна і Тетяни Антоновичів. Доктор права. Почесний громадянин Львова (2004)[7][8];
5. Антонович Тетяна Михайлівна (15.04.1915 — 23.09.2001) — український лікар (нефропатолог), громадський діяч. Доктор медичних наук[9][10];
6. Атаманчук Василь Іванович (13.03.1901 — 20.09.1962) — учасник національно-визвольних змагань, член Летючої бригади УВО — посмертно[11][12];
7. Бандера Андрій Михайлович (11.12.1882 — 10.07.1941) — священник УГКЦ, капелан, культурно-громадський діяч, політик Західноукраїнської Народної Республіки, ветеран польсько-української війни.[13] ;
8. Бандера Степан Андрійович (01.12.1909 — 15.10.1959) — Провідник ОУН, Герой України[14][15];
9. Бойдуник Осип (08.12.1895 — 07.04.1966) — учасник національно-визвольних змагань, один із засновників, ідеологів та керівників ОУН, голова УНР, письменник — посмертно[16][12];
10. о. Величковський Теодор (06.04.1846 — 08.06.1932) — духовний настоятель, просвітитель, громадський діяч — посмертно[17][18];
11. Верховинець Василь Миколайович (05.01.1880 — 11.04.1938) — український композитор, диригент і хореограф[19][20];
12. Гаразд Володимир Степанович (17.01.1966 — 6.01.2021) —  у 2006—2020 рр. голова міста Долина, голова Долинської об'єднаної територіальної громади, віце-президент (2007 - 2009) та президент асоціації «Енергоефективні міста України» у 2009—2019 рр.[21]
13. Гнип Михайло Петрович (нар. 07.11.1950) — інженер-технолог, нафтовик. Заступник голови правління — технічний директор ВАТ «Укрнафта»[22][23];
14. Горбовий Володимир Григорович (30.01.1899 — 21.05.1984) — діяч УВО і ОУН, адвокат у Галичині, оборонець у політичних процесах[24];
15. Грицей Оксана Йосипівна (11.05.1915 — 13.08.1988) — заслужений майстер народної творчості, член Спілки художників України, неперевершений портретист і митець унікального жанру — художнього випалювання на дереві, учасниця національно-визвольних змагань, громадський діяч і педагог — посмертно[25][18];
16. Гунька Нестор Никодимович (16.03.1932 — 04.10.2002) — доктор геолого-мінералогічних наук, академік Української нафтогазової академії, професор Івано-Франківського технічного університету нафти і газу — посмертно[26][27][5];
17. Дудар Олег Степанович (нар. 20.07.1938) — інженер-технолог, перший голова Долинської районної ради народних депутатів самостійної України[28][5];
18. Захарія Михайло Іванович (нар. 14.10.1987) — музикант-цимбаліст, лауреат обласної премії ім. В. Стефаника[29][30][5];
19. Зібаровська Алла Олександрівна (1925—2002) — Заслужений працівник культури України, педагог, хореограф, пропагандист української музичної культури, зокрема, гуцульського, бойківського, лемківського танців, — посмертно[31][32];
20. Квецко Дмитро Миколайович (1935—2010) — ініціатор і засновник Українського Національного Фронту, багаторічний політв'язень, видавець і редактор самвидавських газет та журналів — посмертно[33][34];
21. Антоній Ігнатій Тадеуш Кемпінський (1918—1972) — професор, психіатр, філософ, гуманіст, — посмертно[35][36];
22. о. Керницький Тарас Богданович (08.09.1961 — 01.06.2011) — духовний настоятель, громадський діяч, пропагандист української музичної культури — посмертно[37][36];
23. Коваль Омелян Васильович (24.02.1920) — громадський діяч, член ОУН, організатор у м. Долина (1 липня 1941 року) віче з проголошення Акту відновлення Української Держави[38][5][39];
24. Красівський Зеновій Михайлович (12.11.1929 — 20.09.1991) — український поет, літератор, член Українського Національного Фронту та Української Гельсінської Групи[40][41];
25. Лаврів Іван Васильович (псевдо «Нечай») (1917—1946) — діяч ОУН, повітовий провідник Долинського повіту (1939—1941), окружний провідник Калуської округи (1942—1945), обласний провідник Дрогобицької області (1945—1949)[42];
26. Левинський Іван Іванович (06.07.1851 — 04.07.1919) — український архітектор, педагог, підприємець, громадський діяч[43][44];
27. Мирослав Іван кардинал Любачівський (24.06.1914 — 14.12.2000) — Глава Української Греко-Католицької Церкви у 1984—2000 рр.[45][46];
28. Мельник Ярослав Миколайович (псевдо «Роберт») (1919—1946) — провідник ОУН Карпатського краю — посмертно[47][5];
29. Охрончук Сава Романович (11.01.1915 — 18.03.2001) — Заслужений лікар України, лікар-хірург Долинської центральної лікарні[48][49];
30. Пачовський Михайло Іванович (1861—1933) — письменник і педагог, просвітитель, фольклорист, засновник і перший директору першого навчального закладу в місті Долині з українською мовою[50][32];
31. Полюляк Степан Васильович (09.01.1952 — 31.03.2008) — лікар, політик, перший голова міста, депутат обласної ради, голова шахової федерації Долини[51];
32. Романюк Василь Іванович (07.10.1951 — 05.05.2015) — колишній міський голова м. Долина (2002—2006), колишній голова Долинської районної ради (2006—2010) (посмертно)[52][12];
33. Січко Василь Петрович (22.12.1956 — 17.11.1997) — дисидент, політв'язень, політичний діяч, колишній член Української Гельсінської групи, лідер Української Християнсько-Демократичної партії — посмертно[53][34];
34. Січко Петро Васильович (18.08.1926 — 5.07.2010) — учасник українського національно-визвольного руху, дисидент, член Української Гельсінкської групи, громадський діяч[54][55][56];
35. Соловій Юрій Богданович (1932 — 05.10.1982) — Заслужений працівник культури України, диригент, організатор мистецьких колективів, популяризатор української пісні[57][5];
36. Стефанишин Антін Савович (Вартовий) (1897 — 18.01.1972) — борець за незалежність України, політичний діяч, письменник і педагог — посмертно[58][18];
37. Стецик Василь Прокопович (нар. 31.01.1942) — музикант, композитор, активний пропагандист української музичної культури[2][59][5];
38. Стрільців Василь Степанович (13.01. 1929 — 15.05.2004) — учасник українського національно-визвольного руху, член Української Гельсінської Групи з 1978, громадський діяч[60][61];
39. Тарнавський Мирослав Васильович (15.09.1952 — 21.01.2012) — лікар-кардіолог, ініціатор впровадження мережі дистанційного ЕКГ-консультування — посмертно[62][34]
40. Фрасуляк Степан Федорович (псевдо «Майор Хмель») (23.01.1904 — 01.07.1951) — підполковник УПА (посмертно), перший історіограф та теоретик партизанської боротьби УПА[63];
41. Чекалюк Емануїл Богданович (06.05.1909 — 05.01.1990) — нафтовик, доктор технічних наук, професор, заслужений діяч науки України[64][65];
42. Чернецький Олександр Степанович (нар. 17.02.1984) — український борець греко-римського стилю, бронзовий призер чемпіонату світу, срібний та бронзовий призер чемпіонатів Європи[66][5];
43. Шухевич Степан Євгенович (01.01.1877 — 06.06.1945) — учасник національно-визвольних змагань, громадський діяч, письменник і адвокат — посмертно[67][12].
44. Яворський Казимир-Ярослав Андрійович (псевдо «Бей») (1921—1947) — сотник УПА, за виявлені героїзм і самопожертву у боротьбі за незалежну Українську державу — посмертно[68][34]